# Voleibol nos Jogos Pan-Americanos de 1967
Os torneios de voleibol nos Jogos Pan-Americanos de 1967 foram realizados entre 24 de julho e 3 de agosto de 1967 em Winnipeg, Canadá. Foi a quarta edição do esporte no evento, que foi disputado para ambos os sexos.

## Países participantes
Um total de dez delegações enviaram equipes para as competições de voleibol. Brasil, Canadá, Cuba, Estados Unidos e México participaram tanto do torneio masculino quanto do feminino. 
| - ARG Argentina - BAH Bahamas - BRA Brasil - CAN Canadá - CUB Cuba | - MEX México - PER Peru - PUR Porto Rico - USA Estados Unidos - VEN Venezuela |

## Medalhistas
| Evento             | Ouro           | Prata  | Bronze |
| ------------------ | -------------- | ------ | ------ |
| Masculino detalhes | Estados Unidos | Brasil | Cuba   |
| Feminino detalhes  | Estados Unidos | Peru   | Cuba   |

## Quadro de medalhas
| Ordem | País               | Medalha de ouro | Medalha de prata | Medalha de bronze |   |
| ----- | ------------------ | --------------- | ---------------- | ----------------- | - |
| 1     | USA Estados Unidos | 2               |                  |                   | 2 |
| 2     | BRA Brasil         |                 | 1                |                   | 1 |
| 2     | PER Peru           |                 | 1                |                   | 1 |
| 4     | CUB Cuba           |                 |                  | 2                 | 2 |
| TOTAL | TOTAL              | 2               | 2                | 2                 | 6 |